# Mixcloud
Mixcloud er en britisk online musik streamingtjeneste, der giver mulighed for at lytte og distribuere radioprogrammer, DJ mixes og podcasts, som er delt af deres registrerede brugere. Mixcloud blev oprindeligt kun finansieret af deres grundlæggere og er fortsat udelukkende ejet af deres eget team.

## Historie
Mixcloud blev grundlagt som et start op firma gennem den spæde start proces i 2008 af Nikhil Shah og Nico Perez, der mødtes på University of Cambridge. Udviklere Mat Clayton og Sam Cooke blev føjet til holdet i begyndelsen af firmaets levetid. I 2012 blev det oplyst, at Mixcloud havde 3 millioner aktive brugere, og mere end 500 tusind registrerede Facebook brugere.

## Funktioner
Mixcloud tillader alle brugere, at gennemse og streame lydindhold uploadet på deres hjemmeside. Registrerede brugere kan uploade indhold såsom radio shows, DJ mixes og podcasts, samt fremme og distribuere deres indhold gennem Mixclouds egen social netværks tilføjelse. I november 2011, fjernede Mixcloud deres upload grænse på 100MB per upload til ubegrænset. Registrerede medlemmer kan deltage i en gruppe, en samling af andre brugere, der deler en fælles interesse, som jævnligt opdaterer brugeren, når nyt indhold relateret til emnet er tilgængeligt.
Mixcloud giver også en API, som brugerne kan søge, uploade og integrere deres indhold med.
Brugerne kan også dele podcasts og mixes via Facebook, Twitter og Google+.
Mobile apps er tilgængelige for både Android og iOS.

## Licens
Mixcloud begrænser sine brugere i at downloade lydindhold fra sin hjemmeside af hensyn til licensrettigheder. Medstifter Nikhil Shah kommenterede denne begrænsning:,,Ikke at tilbyde downloads har været en udfordring for os i form af at overtale de indholds skabere, at bruge en platform som vores".
Han har også sammenlignet Mixcloud til, at stå model for sin konkurrent Spotify: "Så det er meget lignende den Spotify model. Spotifys konkurrent er ulovlig downloading og de forsøger at kannibalisere ulovlig downloading ved at tilbyde en streaming-only og overlegen alternativ".
Ifølge Mixclouds officielle hjemmeside har platformen kun licens til at give sit lydindhold via streaming, således at royalties tilskrives deres respektive kunstnere.
Mixcloud kræver også af sine brugere, at de tilskriver deres lyd uploads med korrekt kunstner og metadata for at bevare immaterialret.